# Бертолд VIII фон Бюрен
Бертолд VIII фон Бюрен (на немски: Bertold VIII von Büren; † между 1 януари 1338 и 28 октомври 1338) е благородник от род „фон Бюрен“, господар на Бюрен във Вестфалия и Давенсберг в окръг Мюнстер, маршал на Вестфалия (1333 – 1335).
Той е вторият син (от 7 деца) на Бертолд VI фон Бюрен († сл. 1320), маршал на Вестфалия (1284 – 1320), господар на Вюненберг (1298 – 1300). Внук е на Бертолд IV фон Бюрен († sl. 1300) и Дедела фон Оезеде (* ок. 1231). Правнук е на Бертолд III фон Бюрен 'Млади' († сл. 1270/сл. 1276) и на Отеленда фон Хенгенбах († сл. 1222).
Брат е на Валрам фон Бюрен († сл. 1351, споменат 1300 – 1358), господар на Вюненберг (1328 – 1338), Хайнрих фон Бюрен, каноник в Мюнстер и Соест (1300 – 1337), пропст в Белеке (1333), Алека фон Бюрен (спомената 1314), Катарина фон Бюрен (спомената 1314), Дедела фон Бюрен, абатиса в Гезеке (1328 – напуска 1336), и Юта фон Бюрен, манастирска дама в Есен (1326 – 1339).
Господарите фон Бюрен построяват ок. 1150 г. замък и през 1195 г. основават град Бюрен във Вестфалия. Те са една могъща благородническа фамилия в княжеското епископство Падерборн.
През 1243 г. прадядо му Бертолд III фон Бюрен 'Млади' заедно с братовчед си Бертолд II фон Бюрен ’Стари’ († 1281), фогт на Бьодекен (1256), построяват манастир Холтхаузен при Бюрен в района на Падерборн.
Бертолд VIII фон Бюрен първо е каноник в Падерборн, напуска и става 1333 г. маршал на Вестфалия до 1335 г. Той наследява половината от замък Давенсберг в окръг Мюнстер.

## Фамилия
Бертолд VIII фон Бюрен се жени за наследничката Гербург фон Давенсберг (спомената 1322 – 1339), дъщеря на Херман фон Давенсберг и Аделхайд фон Рузденберг. Те имат децата:
- Бертолд фон Бюрен († ноември 1390), господар на Бюрен и Давенсберг, бургграф на замък Щромберг, женен за Мария ван Бредероде (* пр. 1342; † сл. 1385)
- Хайнрих (* 1325; † 1376), домхер в Мюнстер (1337 – 1354), архдякон в Мюнстер 1351
- Елзабет (спомената 1326 – 1337), манастирска дама във Фреден (1352)
- Аделхайд (спомената 1325 – 1337)
- Херман (споменат 1325 – 1387)
- Рикхайд (спомената 1337 – 1341), омъжена за Хайнрих фон Волф/фон Людингхаузен
- Катарина (спомената 1337)